# Фантер-Бей (гидроаэропорт)
Гидроаэропорт Фантер-Бей (англ. Funter Bay Seaplane Base), (ИАТА: FNR, ИКАО: PANR, FAA LID: FNR) — гражданский гидроаэропорт, расположенный в населённом пункте Фантер-Бей (Аляска), США.

## Авиакомпании и пункты назначения
Деятельность аэропорта субсидируется за счёт средств Федеральной программы США Essential Air Service (EAS) по обеспечению воздушного сообщения между небольшими населёнными пунктами страны.